# مكسيموس صدفاوي
مكسيموس صدفاوي (17 أغسطس 1863 - 27 فبراير 1925) كان مدبرًا رسوليًا للكنيسة القبطية الكاثوليكية بعد استقالة البطريرك كيرلس مقار في عام 1908. قوبل استبعاد البطريرك وسفره في نهاية المطاف إلى بيروت ولبنان وتعيين مكسيموس صدفاوي بسلسلة طويلة من المعارضة والمطالبات بإعادة البطريرك كيرلس مقار إلى منصبه، لكن دون جدوى.
ولد مكسيموس صدفاوي في أخميم، مصر باسم يوسف صدفاوي. درس في الكلية وحصل فيما بعد على الدكتوراه في اللاهوت عام 1889. سيم كاهنًا قبطيًا كاثوليكيًا في بيروت في 29 يونيو 1889 وعاد إلى مصر. وقد  عُيَّن أسقفًا قبطيًا كاثوليكيًا لهيرموبوليس (المنيا) من عام 1896. كما  عُيَّن مدبرًا رسوليًا (وقد ظل مطران المنيا) ، وهو المنصب الذي شغله من عام 1908 حتى وفاته عام 1925. وخلفه المدبر الرسولي مرقس خزام ابتداء من عام 1927 حتى انتخاب الأخير بطريركًا في عام 1947.

## روابط خارجية
- الكاثوليكية الهرمية